# Искаков, Жаксылык Габдуллинович
Жаксылык Габдуллинович Искаков (23 марта 1932, Ленинский район, КазАССР — 2 февраля 2025) — советский хозяйственный, государственный и политический деятель.

## Биография
Родился 23 марта 1932 года в селе Булак. Член КПСС.
С 1957 года — на хозяйственной, общественной и политической работе. В 1957—2002 годах — главный агроном МТС, совхоза, 2-й, 1-й секретарь Северо-Казахстанского обкома ЛКСМК, председатель Тимирязевского райисполкома, председатель Бишкульского райисполкома, первый секретарь Сергиевского райкома КПК, первый заместитель председателя Северо-Казахстанского облисполкома, председатель Павлодарского облисполкома, замуправляющего трестом «Союзцелинвод», заместитель председателя Северо-Казахстанского теркома по управлению госимуществом.
Избирался депутатом Верховного Совета Казахской ССР 8-го, 11-го созывов.
Скончался 2 февраля 2025 года в возрасте 92 лет.